# Lijst van voetbalclubs aangesloten bij de Rotterdamsche Voetbalbond
Dit is een lijst van voetbalclubs die aangesloten en/of actief zijn geweest bij de Rotterdamsche Voetbalbond (RVB).
Vanaf 1940 waren clubs uit de regio van de Rotterdamsche Voetbalbond automatisch lid van de Rotterdamsche Voetbalbond zodra zij zich hadden ingeschreven bij de KNVB.

## Legenda
(1) achter de clubnaam - Zijn meerdere clubs met dezelfde naam geweest, echter zijn verschillende clubs.
   bij Lid sinds - Club is heropgericht of heringeschreven, echter de datum hiervan is onbekend.
   bij Lid tot - Club is uitgeschreven of opgeheven voor 1996, datum hiervan is echter onbekend.
—  bij Lid tot - Club is tot einde van de bond (1996) actief gebleven.
| Club                        | Plaats                   | Lid sinds                                   | Lid tot                       | Bijzonderheden |
| --------------------------- | ------------------------ | ------------------------------------------- | ----------------------------- | --- |
| VV Abbenbroek               | Abbenbroek               | augustus 1932                               | —                             | |
| De Aceritaan                | Rotterdam                | oktober 1912                                | december 1914                 | |
| Aceritas                    | Rotterdam                | september 1910                              | oktober 1912                  | |
| Acetylena                   | Rotterdam                | februari 1911                               | september 1912                | |
| Achilles                    | Rotterdam                | december 1896                               | 1913                          | |
| VV Activitas                | Rotterdam                | september 1940                              | —                             | Was tot 1940 aangesloten bij de DHVB |
| De Adelaars                 | Schiedam                 | september 1925                              | juli 1933                     | |
| Advendo                     | Rotterdam                | 1901                                        | december 1916                 | |
| RKSV Aeolus                 | Rotterdam                | september 1940                              | —                             | Was tot 1940 aangesloten bij de DHVB |
| Ajax                        | Vlaardingen              | september 1900                              | Vraag                         | |
| All Quick                   | Rotterdam                | november 1921                               | januari 1924                  | |
| Always Forward              | Rotterdam                | juni 1939                                   | februari 1941                 | |
| Ambaro                      | Rotterdam                | september 1940                              | september 1943                | Was tot 1940 aangeslotenbij de Kantoor Voetbal Organistatie Rotterdam                                                                    |
| AMR                         | Rotterdam                | oktober 1931                                | december 1936                 | |
| APC                         | Rotterdam                | februari 1911                               | oktober 1917                  | |
| APM                         | Rotterdam                | augustus 1930                               | Vraag                         | |
| Arnoldi (1)                 | Rotterdam                | oktober 1910                                | september 1912                | |
| Arnoldi (2)                 | Rotterdam                | december 1913                               | oktober 1917                  | |
| Arsenal                     | Rotterdam                | juli 1934                                   | februari 1937                 | |
| ASV                         | Schiedam                 | juni 1933                                   | Vraag                         | Veranderde in juli 1942 van naam |
| AVG                         | Rotterdam                | juni 1932                                   | december 1939                 | |
| AVM                         | Oud-Beijerland           | juli 1938                                   | december 1940                 | |
| AVO                         | Rotterdam                | september 1932                              | Vraag                         | |
| AVS                         | Rotterdam                | september 1921                              | —                             | |
| BAC                         | Rotterdam                | januari 1934                                | februari 1938                 | |
| BVV Barendrecht             | Barendrecht              | augustus 1930                               | —                             | Heette tussen 1934 en 1947 DETO |
| BAS (1)                     | Rotterdam                | november 1922                               | april 1927                    | |
| BAS (2)                     | Rotterdam                | augustus 1932                               | maart 1935                    | |
| De Bataaf                   | Rotterdam                | februari 1911                               | februari 1911                 | Club trok een week na de inschrijving zich weer terug                                                                                    |
| BCO                         | Rotterdam                | juni 1937                                   | 1940                          | Was tot 1937 aangesloten bij de CNVB |
| VV Belvedere                | Rotterdam                | september 1932                              | —                             | |
| VV Bergpolder               | Rotterdam                | augustus 1938                               | december 1940                 | |
| VV Berkel                   | Berkel                   | augustus 1936                               | 1940                          | |
| BHV                         | Rotterdam                | november 1914                               | september 1918                | |
| Biergo                      | Vlaardingen              | januari 1941                                | Vraag                         | |
| VV De Bijen                 | Rotterdam                | oktober 1932                                | oktober 1935                  | |
| VV Blaaksche Dijk           | Blaaksedijk              | juni 1939                                   | Vraag                         | |
| Blauwe Duivels              | Rotterdam                | september 1922                              | augustus 1926                 | Heette tot juni 1923 BVL |
| De Blauwvossen              | Rotterdam                | februari 1926                               | oktober 1926                  | In 1926 gefuseerd tot Hermes DVS |
| RVV Blijdorp                | Rotterdam                | juli 1941                                   | —                             | |
| VV Bloemhof                 | Rotterdam                | september 1923                              | 1995                          | Was tot 1923 aangesloten bij de Rotterdamsche Volks Voetbalbond, fuseerde in 1995 tot BZC '95                                            |
| De Bluffers                 | Rotterdam                |                                             | juli 1933                     | |
| SV Bolnes                   | Rotterdam                | september 1924                              | —                             | |
| FC Boszoom                  | Rotterdam                | 1986                                        | —                             | |
| BPM                         | Schiedam                 | juli 1937                                   | 1938                          | Was vanaf 1938 aangesloten bij de Zaterdagmiddag Amateur Competitie                                                                      |
| BR                          | Rotterdam                | april 1936                                  | juli 1939                     | |
| VV De Brandweer             | Rotterdam                | juli 1922                                   | januari 1924                  | |
| VV Brielle                  | Brielle                  | oktober 1920                                | oktober 1922                  | Heette tot november 1921 Brinio |
| VV Burger                   | Rotterdam                | december 1914                               | september 1918                | |
| Burgo                       | Vlaardingen              | september 1940                              | 1942                          | Was tot 1940 aangesloten bij de Zaterdagmiddag Amateur Competitie                                                                        |
| BZC '95                     | Rotterdam                | 1995                                        | —                             | |
| BZS                         | Schiedam                 | september 1940                              | januari 1943                  | Was tot 1940 aangesloten bij de Kantoor Voetbal Organistatie Rotterdam                                                                   |
| Caledonians                 | Rotterdam                | oktober 1921                                | september 1924                | Heette tot december 1921 EMM |
| vv Capelle                  | Capelle aan den IJssel   | november 1938                               | —                             | Was tot 1938 aangesloten bij de CNVB onder de naam 't Centrum                                                                            |
| CDA (1)                     | Rotterdam                | september 1922                              | december 1927                 | Heette tot februari 1923 De Arend |
| CDA (2)                     | Rotterdam                | juli 1928                                   | 1941                          | Gefuseerd tot Ons Huis |
| CDO                         | Rotterdam                | oktober 1921                                | december 1924                 | |
| RKSV Celer                  | Rotterdam                | augustus 1917 september 1940                | juni 1921 juni 1941           | Was tussen 1920 en 1940 aangesloten bij de DHVB, had in het seizoen 1920/21 nog enkele teams bij de Rotterdamsche Voetbalbond            |
| RV en CC Celeritas          | Rotterdam                | 1894                                        | juli 1908                     | Opgegaan in Sparta |
| Het Centrum                 | Rotterdam                | oktober 1920                                | januari 1923                  | Heette tot december 1920 De Post |
| VV Charlois                 | Charlois                 | juli 1922                                   | november 1941                 | Opgegaan in GVR |
| CJS                         | Rotterdam                | augustus 1929                               | Vraag                         | |
| VV CKC                      | Capelle aan den IJssel   | september 1929                              | —                             | |
| VV Coal                     | Rotterdam                | april 1913                                  | september 1918                | |
| RVV Coal                    | Rotterdam                | oktober 1919                                | —                             | |
| RKVV De Concordiaan         | Rotterdam                | 1914                                        | oktober 1916                  | |
| De Condors                  | Rotterdam                | september 1940                              | juni 1941                     | Was tot 1940 aangesloten bij de Rotterdamsche Christelijke Voetbalbond                                                                   |
| VV Crooswijk                | Rotterdam                | oktober 1922                                | 1973                          | Fuseerde in 1973 tot FC Ommoord |
| CSC                         | Rotterdam                | juli 1929                                   | december 1939                 | |
| CSSM                        | Rotterdam                | september 1940                              | Vraag                         | Was tot 1940 aangesloten bij de Kantoor Voetbal Organisatie Rotterdam                                                                    |
| CSSV (1)                    | Rotterdam                | november 1927                               | januari 1929                  | |
| CSSV (2)                    | Rotterdam                | oktober 1930                                | januari 1933                  | |
| CSV '35                     | Rotterdam                | september 1940                              | september 1942                | Was tot 1940 aangesloten bij de NASB onder de naam CSV                                                                                   |
| CTV                         | Rotterdam                | oktober 1936                                | januari 1939                  | |
| De Cursist                  | Rotterdam                | oktober 1938                                | december 1939                 | |
| CVV                         | Charlois                 | augustus 1910                               | —                             | |
| DAVO                        | Vlaardingen              | oktober 1905                                | augustus 1907                 | |
| DB en Zn                    | Rotterdam                | november 1913                               | januari 1915                  | |
| DBC                         | Rotterdam                | september 1922                              | augustus 1926                 | |
| DBW                         | Rotterdam                | augustus 1935                               | Vraag                         | |
| DBC (1)                     | Rotterdam                | augustus 1921                               | juli 1935                     | |
| DBC (2)                     | Rotterdam                | september 1935                              | januari 1939                  | |
| DCL                         | Rotterdam                | september 1921                              | —                             | Heette tot november 1921 Groen Wit |
| DCS                         | Rotterdam                | september 1923                              | december 1927                 | |
| DCV                         | Krimpen aan den IJssel   | september 1920 september 1924               | oktober 1922 —                | |
| DDC                         | Rotterdam                | maart 1927                                  | 1979                          | Fuseerde in 1979 tot DRC '79 |
| Débee                       | Rotterdam                | september 1936                              | februari 1941                 | |
| DEH (1)                     | Rotterdam                | mei 1923                                    | juli 1933                     | Was tot mei 1923 aangesloten bij de Rotterdamsche Volks Voetbalbond                                                                      |
| DEH (2)                     | Rotterdam                | september 1933                              | —                             | |
| Deleman                     | Rotterdam                | oktober 1925                                | augustus 1930                 | |
| VV Delfgauw                 | Rotterdam                | juli 1926                                   | december 1927                 | |
| VV Delfshaven               | Rotterdam                | september 1921                              | oktober 1934                  | |
| DEMOS                       | Schiedam                 | september 1923                              | —                             | Heette tot november 1923 Achilles |
| DENDO (1)                   | Rotterdam                | juli 1928                                   | augustus 1930                 | Was tot 1928 aangesloten bij de NASB onder de naam De Kraaien                                                                            |
| DENDO (2)                   | Rotterdam                | maart 1934                                  | februari 1938                 | |
| DESV                        | Rotterdam                | augustus 1935                               | januari 1942                  | |
| DETO                        | Barendrecht              | september 1934                              | Vraag                         | |
| DEVO                        | Rotterdam                |                                             | februari 1906                 | |
| DEZV                        | Rotterdam                | mei 1926                                    | augustus 1937                 | |
| DFC                         | Dordrecht                | september 1900                              | 1911                          | Was vanaf 1911 aangesloten bij de Dordrechtsche Voetbalbond                                                                              |
| DFL                         | Rotterdam                | augustus 1925                               | mei 1935                      | Heette tot september 1925 Goalgetters |
| DGO                         | Rotterdam                |                                             | juli 1933                     | Was eerder aangesloten bij de Rotterdamsche Volks Voetbalbond onder de naam HNZ                                                          |
| DHS                         | Rotterdam                | november 1915                               | november 1919                 | |
| DHS                         | Schiedam                 | september 1922                              | 1994                          | Opgegaan in ODC |
| RVV DHZ                     | Rotterdam                | oktober 1921                                | —                             | |
| VV Dilettant                | Krimpen aan de Lek       | september 1927 1941                         | januari 1930 —                | Was tussen 1930 en 1941 aangesloten bij de Goudsche Voetbalbond                                                                          |
| Dindua                      | Rotterdam                | september 1922                              | 1972                          | Fuseerde in 1972 tot TDC |
| VV Dirksland (1)            | Dirksland                | oktober 1924                                | december 1928                 | |
| VV Dirksland (2)            | Dirksland                | augustus 1933                               | —                             | Rond 1934 ook aangesloten bij de Flakkeesche Voetbalbond                                                                                 |
| DJS                         | Rotterdam                | september 1921                              | 1992                          | Fuseerde in 1992 tot DJSCR |
| DJSCR                       | Rotterdam                | 1992                                        | —                             | |
| DKB                         | Rotterdam                | november 1927                               | juli 1933                     | |
| DKL                         | Rotterdam                | september 1922                              | september 1924                | |
| DKR                         | Rotterdam                | juli 1930                                   | juli 1933                     | |
| DKSH                        | Hillegersberg            | september 1940                              | Vraag                         | Was tot 1940 aangesloten bij de NASB onder de naam DKS                                                                                   |
| DKSR                        | Rotterdam                | september 1940                              | Vraag                         | |
| DKV                         | Rotterdam                |                                             | juli 1933                     | Was eerder aangesloten bij de Rotterdamsche Volks Voetbalbond                                                                            |
| DLS                         | Rotterdam                | september 1934                              | augustus 1936                 | |
| DLVO                        | Rotterdam                | augustus 1926                               | augustus 1927                 | |
| DLVS                        | Rotterdam                | september 1922                              | november 1941                 | |
| DNC                         | Oude-Tonge               | oktober 1937                                | november 1939                 | In 1939 opgegaan in Grijsoord |
| DNL                         | Rotterdam                | september 1923                              | augustus 1927                 | In 1927 gefuseerd tot DDC |
| DNP                         | Rotterdam                | januari 1928                                | augustus 1929                 | |
| DOB                         | Rotterdam                | september 1934                              | januari 1939                  | |
| VV Dockyard                 | Rotterdam                | augustus 1936                               | juli 1939                     | |
| DOH (1)                     | Rotterdam                | augustus 1926                               | augustus 1927                 | |
| DOH (2)                     | Rotterdam                | augustus 1931                               | juli 1933                     | |
| DOK                         | Schiedam                 | september 1923                              | juni 1927                     | |
| Don Bosco                   | Oude-Tonge               | april 1937                                  | september 1938                | Was vanaf 1938 aangesloten bij de RKVB Breda                                                                                             |
| DBGC                        | Oude-Tonge               | juni 1957                                   | —                             | |
| DOS                         | Hillegersberg            | september 1922                              | december 1922                 | |
| DOS '32                     | Rotterdam                | september 1940                              | —                             | Was tot 1940 aangesloten bij de Rotterdamsche Christelijke Voetbalbond onder de naam CVV DOS                                             |
| DOTO                        | Pernis                   | september 1940                              | —                             | Was tot 1940 aangesloten bij de CNVB |
| DPL                         | Pernis                   | augustus 1931                               | juli 1933                     | |
| DRC                         | Rotterdam                | september 1930                              | augustus 1932                 | |
| VV DRGS                     | Schiedam                 | 1995                                        | —                             | |
| DRK                         | Rotterdam                | september 1922                              | augustus 1927                 | Heette tot december 1923 DVV |
| DRL (1)                     | Rotterdam                | oktober 1921                                | juli 1927                     | Gefuseerd tot VV Charlois |
| DRL (2)                     | Rotterdam                | juli 1930                                   | —                             | Was tot 1930 aangesloten bij de NASB onder de naam Rood Zwart                                                                            |
| DRV (1)                     | Rotterdam                | november 1915                               | juli 1926                     | |
| DRV (2)                     | Rotterdam                | oktober 1926                                | augustus 1930                 | Heette tot december 1926 VV Tuschinski, tussen december 1926 en juni 1928 TVC                                                            |
| DRZ                         | Schiedam                 | september 1940                              | 1995                          | Was tot 1940 aangesloten bij de NASB, fuseerde in 1995 tot VV DRGS                                                                       |
| DSB                         | Rotterdam                | oktober 1931                                | september 1933                | |
| DSL                         | Rotterdam                | juli 1931                                   | november 1941                 | |
| DSS '26                     | Vlaardingen              | september 1936                              | 1990                          | Was eerder aangesloten bij de Kantoor Voetbal Organisatie Rotterdam, heette tot 1979 Sunlight, fuseerde in 1990 tot SV Delta Sport       |
| Duivestein                  | Rotterdam                | oktober 1926                                | augustus 1927                 | |
| DVB                         | Rotterdam                | mei 1938                                    | Vraag                         | |
| DVK                         | Rotterdam                | januari 1934                                | januari 1938                  | |
| DVO '32                     | Vlaardingen              | september 1940                              | —                             | Was tot 1940 aangesloten bij de Zaterdagmiddag Amateur Competitie                                                                        |
| DVS                         | Rotterdam                | 1905                                        | september 1919                | In 1919 gefuseerd tot Hermes DVS |
| DVV '22                     | Rotterdam                | september 1940                              | Vraag                         | Was eerder aangesloten bij de Kantoor Voetbal Organisatie Rotterdam onder de naam DVV                                                    |
| DVW                         | Rotterdam                | augustus 1930                               | juli 1939                     | |
| DWK                         | Rotterdam                | augustus 1931                               | februari 1938                 | |
| DWL (1)                     | Rotterdam                | februari 1929                               | november 1937                 | |
| DWL (2)                     | Rotterdam                | september 1938                              | Vraag                         | |
| DWS                         | Schiedam                 | september 1940                              | januari 1941                  | |
| DZB                         | Rotterdam                | december 1937                               | —                             | |
| DZD                         | Rotterdam                | februari 1932                               | januari 1938                  | Opgegaan in DOH |
| DZS                         | Rotterdam                | juni 1938                                   | december 1940                 | Heette tot augustus 1938 DVS |
| De Ebling Boys              | Rotterdam                | mei 1937                                    | november 1942                 | |
| EDS                         | Rotterdam                | september 1920                              | —                             | |
| Electro Boys                | Rotterdam                | augustus 1931                               | februari 1938                 | |
| VV Erasmus                  | Rotterdam                | september 1923                              | februari 1938                 | |
| Ermezo                      | Rotterdam                | september 1940                              | Vraag                         | Was tot 1940 aangesloten bij de Kantoor Voetbal Organisatie Rotterdam                                                                    |
| VV Essenberg                | Rotterdam                | september 1912                              | oktober 1912                  | |
| VV Esso                     | Vlaardingen              | september 1940                              | Vraag                         | Was tot 1940 aangesloten bij de Zaterdagmiddag Amateur Competitie                                                                        |
| RVAV Eureka                 | Rotterdam                | juli 1922                                   | augustus 1925                 | |
| VV Eureka                   | Rotterdam                | augustus 1931                               | 1987                          | Fuseerde in 1987 tot SC Kralingen |
| EVN                         | Rotterdam                | augustus 1931                               | december 1936                 | Was tot 1931 aangesloten bij de Kantoor Voetbal Organisatie Rotterdam                                                                    |
| EVV                         | Rotterdam                | september 1921                              | september 1925                | |
| Excelsior '20               | Schiedam                 | september 1940                              | —                             | Was tot 1940 aangesloten bij de DHVB onder de naam Excelsior                                                                             |
| Excelsior                   | Charlois                 | oktober 1904                                | augustus 1906                 | |
| Excelsior Maassluis         | Maassluis                | september 1940                              | —                             | Was tot 1940 aangesloten bij de Rotterdamsche Christelijke Voetbalbond                                                                   |
| Excelsior Pernis            | Pernis                   | september 1940                              | —                             | Was tot 1940 aangesloten bij de CNVB onder de naam Excelsior                                                                             |
| SBV Excelsior               | Rotterdam                | 1902                                        | —                             | |
| RC en FC Excelsior          | Rotterdam                | september 1894                              | oktober 1895                  | |
| Fair                        | Rotterdam                | september 1940                              | maart 1941                    | Was tot 1940 aangesloten bij de Kantoor Voetbal Organisatie Rotterdam                                                                    |
| Favoriet                    | Rotterdam                | augustus 1931                               | maart 1935                    | |
| FES                         | Rotterdam                | september 1940                              | Vraag                         | Was tot 1940 aangesloten bij de Kantoor Voetbal Organisatie Rotterdam, heette tot apr 1941 Efenes Boys                                   |
| Feyenoord                   | Rotterdam                | oktober 1909                                | —                             | Heette tot 1912 Celeritas |
| MSV en AV Flakkee           | Middelharnis-Sommelsdijk | oktober 1923                                | —                             | Heette tot jan 1926 MSVV |
| Flakkee Boys                | Ooltgensplaat            | mei 1937                                    | januari 1939                  | Was tot 1936 aangesloten bij de Flakkeesche Voetbalbond, heette tot okt 1937 Voorwaarts                                                  |
| Florissant                  | Rotterdam                | november 1921                               | 1954                          | Fuseerde in 1954 tot Florissant OBR |
| Florissant OBR              | Rotterdam                | 1954                                        | 1973                          | Fuseerde in 1973 tot FC Ommoord |
| Fortuna                     | Vlaardingen              | augustus 1911                               | —                             | |
| VV Francibank               | Rotterdam                | januari 1911                                | september 1924                | |
| Frarao                      | Rotterdam                | november 1927                               | juli 1933                     | |
| FSV                         | Rotterdam                | oktober 1923                                | juli 1938                     | Was tot 1923 aangesloten bij de Rotterdamsche Volks Voetbalbond, in 1938 gefuseerd tot FSV-Pretoria                                      |
| FSV-Pretoria                | Rotterdam                | juli 1938                                   | 1986                          | In 1986 gefuseerd tot FC Pretoria R |
| FVV Vohadi                  | Rotterdam                | juli 1922                                   | september 1924                | |
| GBR                         | Rotterdam                | september 1940                              | Vraag                         | Was tot 1940 aangesloten bij de Kantoor Voetbal Organisatie Rotterdam                                                                    |
| Energie Boys                | Rotterdam                | september 1940                              | 1991                          | Was tot 1940 aangesloten bij de Kantoor Voetbal Organisatie Rotterdam, heette tot 1951 GEB                                               |
| RSV Germinal                | Rotterdam                | maart 1926                                  | —                             | |
| GGC                         | Rotterdam                | februari 1911                               | september 1918                | |
| GGGD                        | Rotterdam                | oktober 1937                                | december 1939                 | |
| VV GGK                      | Rotterdam                | mei 1937                                    | juli 1942 —                   | Heropgericht |
| GGR                         | Rotterdam                | september 1940                              | Vraag                         | Was tot 1940 aangesloten bij de Kantoor Voetbal Organisatie Rotterdam                                                                    |
| GHC                         | Rotterdam                | januari 1915                                | oktober 1917                  | |
| Gilda                       | Rotterdam                | september 1940                              | Vraag                         | Was tot 1940 aangesloten bij de Kantoor Voetbal Organisatie Rotterdam                                                                    |
| GLZ                         | Rotterdam                | juli 1933                                   | —                             | |
| Glück Auf                   | Rotterdam                | augustus 1938                               | september 1939                | Was vanaf 1939 aangesloten bij de Kantoor Voetbal Organisatie Rotterdam                                                                  |
| GVV Gorcum                  | Gorinchem                | 1901                                        | februari 1903                 | |
| Goudswaardse Boys           | Goudswaard               | september 1934 juni 1938                    | januari 1938 —                | Heropgericht |
| Graphikers                  | Rotterdam                | september 1940                              | Vraag                         | Heette tot april 1941 Kühn |
| VV Grijsoord                | Oude-Tonge               | mei 1935                                    | februari 1941                 | Was tot 1935 aangesloten bij de Flakeesche Voetbalbond onder de naam Xerxes, heette tussen mei 1935 en juli 1935 Grijsoort               |
| Groen Wit                   | Rotterdam                | 1901                                        | maart 1918                    | |
| Groen Wit Rotterdam         | Rotterdam                | september 1940                              | —                             | Was tot 1940 aangesloten bij de Rotterdamsche Christelijke Voetbalbond                                                                   |
| Groen Wit Groen             | Rotterdam                | augustus 1933                               | september 1936                | |
| De Groen Witten             | Rotterdam                | september 1935                              | Vraag                         | |
| VV Groenoord                | Vlaardingen              | oktober 1921                                | september 1922                | Heette tot november 1921 RAP |
| Grometa                     | Rotterdam                | augustus 1938                               | november 1942                 | |
| Grusto                      | Rotterdam                | september 1938                              | Vraag                         | |
| GSVR                        | Rotterdam                | september 1940                              | Vraag                         | Was tot 1940 aangesloten bij de Kantoor Voetbal Organisatie Rotterdam onder de naam GSV                                                  |
| GTB                         | Schiedam                 | augustus 1931                               | —                             | Heette tot september 1932 DOK |
| GTH                         | Rotterdam                | juni 1939                                   | Vraag                         | Was tot 1939 aangesloten bij de Kantoor Voetbal Organisatie Rotterdam                                                                    |
| Gusto (1)                   | Schiedam                 | oktober 1922                                | september 1928                | |
| Gusto (2)                   | Schiedam                 | september 1938                              | oktober 1941                  | |
| GVR                         | Rotterdam                | januari 1931                                | december 1942                 | In 1942 gefuseerd tot GVRAJO |
| GVV                         | Rotterdam                | september 1922                              | oktober 1922                  | |
| GWZ                         | Rotterdam                | augustus 1929                               | december 1930                 | |
| HAM                         | Rotterdam                | juli 1930                                   | juli 1933                     | |
| HBB                         | Rotterdam                | juli 1927                                   | Vraag                         | |
| HBMR                        | Rotterdam                | september 1935                              | Vraag                         | Was tot 1935 aangesloten bij de Kantoor Voetbal Organisatie Rotterdam                                                                    |
| HBSS                        | Schiedam                 | september 1940                              | —                             | Was tot 1940 aangesloten bij de Rotterdamsche Christelijke Voetbalbond onder de naam HBS                                                 |
| HCF                         | Rotterdam                | augustus 1932                               | december 1940                 | |
| HCSZ                        | Hillegersberg            | september 1940                              | Vraag                         | Was tot 1940 aangesloten bij de CNVB onder de naam Zwaluwen, heette tot juni 1942 Zwaluwen H                                             |
| HDSR                        | Rotterdam                | september 1940                              | 1942                          | Was tot 1940 aangesloten bij de NASB, fuseerde in 1942 tot Germinal                                                                      |
| Heijdep                     | Rotterdam                | augustus 1931                               | oktober 1931                  | |
| Heinenoordsche Boys         | Heinenoord               | juli 1938                                   | Vraag                         | |
| VV Hekelingen               | Hekelingen               | september 1933                              | december 1939                 | |
| VV Hellevoetsluis           | Hellevoetsluis           | oktober 1919                                | —                             | |
| PSV Hermandad               | Rotterdam                | september 1921                              | —                             | |
| Hermes                      | Schiedam                 | september 1905                              | augustus 1919                 | In 1919 gefuseerd tot Hermes DVS |
| Hermes DVS                  | Schiedam                 | augustus 1919                               | —                             | |
| Hero                        | Rotterdam                | september 1940                              | september 1941                | Was tot 1940 aangesloten bij de Kantoor Voetbal Organisatie Rotterdam                                                                    |
| HGS                         | Rotterdam                | augustus 1925                               | december 1939                 | |
| De Hille                    | Rotterdam                | mei 1923                                    | juli 1933                     | Was tot 1923 aangesloten bij de Rotterdamsche Volksvoetbalbond                                                                           |
| VV Hillegersberg ’32        | Hillegersberg            | augustus 1932                               | 1993                          | Fuseerde in 1993 tot SMV Hillegersberg                                                                                                   |
| VV Hillesluis               | Rotterdam                | augustus 1929                               | Vraag                         | |
| RVV Hillesluis              | Rotterdam                | augustus 1932                               | —                             | |
| HIO                         | Rotterdam                | september 1940                              | Vraag                         | Was tot 1940 aangesloten bij de Kantoor Voetbal Organisatie Rotterdam                                                                    |
| HION                        | Rotterdam                | september 1922                              | —                             | |
| VV Hirsch                   | Rotterdam                | september 1913                              | oktober 1917                  | |
| HKB                         | Herkingen                | mei 1937                                    | Vraag                         | |
| HOBO                        | Rotterdam                | september 1940                              | november 1942                 | Was tot 1940 aangesloten bij de Kantoor Voetbal Organisatie Rotterdam                                                                    |
| De Hollandiaan              | Vlaardingen              | september 1921                              | 1989                          | Fuseerde in 1989 tot HSC '89 |
| HOO                         | Rotterdam                |                                             | juli 1933                     | Was eerder aangesloten bij de Rotterdamsche Volks Voetbalbond                                                                            |
| SV Hoogvliet                | Hoogvliet                | september 1940                              | 1988                          | Heette tot maart 1941 HVV, tussen maart 1941 en 1960 VV Hoogvliet, fuseerde in 1988 tot VV Rijnmond Hoogvliet Sport                      |
| HOV                         | Rotterdam                | september 1918                              | —                             | |
| HRZ                         | Rotterdam                | oktober 1932                                | oktober 1934                  | |
| HSC '89                     | Vlaardingen              | 1989                                        | —                             | |
| VV Hurijfa                  | Schiedam                 | september 1931                              | maart 1942                    | |
| HVO                         | Vlaardingen              | september 1940                              | —                             | Was tot 1940 aangesloten bij de Zaterdagmiddag Amateur Competitie                                                                        |
| HVS                         | Bergschenhoek            | augustus 1934                               | oktober 1935                  | |
| VV HWD                      | Rotterdam                | februari 1931                               | —                             | |
| HWK                         | Rotterdam                | september 1940                              | mei 1943                      | Was tot 1940 aangesloten bij de Kantoor Voetbal Organisatie Rotterdam                                                                    |
| HWS                         | Hillegersberg            | september 1921                              | Vraag                         | |
| Hymro Boys                  | Rotterdam                | april 1938                                  | maart 1942                    | |
| HZOD                        | Rotterdam                | oktober 1923                                | december 1925                 | |
| IBIS                        | Rotterdam                | april 1940                                  | Vraag                         | |
| Ilfra                       | Rotterdam                | april 1940                                  | maart 1942                    | |
| IOGT                        | Rotterdam                | oktober 1921                                | september 1924                | |
| CVV De Jodan Boys           | Gouda                    | september 1940                              | 1948                          | Was tot 1940 aangesloten bij de CNVB, vanaf 1948 bij de Goudsche Voetbalbond                                                             |
| JPW                         | Rotterdam                | september 1936                              | november 1937                 | Was tot 1937 aangesloten bij de Kantoor Voetbal Organisatie Rotterdam                                                                    |
| Kampioen                    | Rotterdam                | augustus 1931                               | maart 1935                    | |
| VV Katendrecht              | Katendrecht              | 1896                                        | juni 1900                     | |
| VV Katendrecht (1)          | Rotterdam                |                                             | juli 1933                     | Was eerder aangesloten bij de Rotterdamsche Volks Voetbalbond                                                                            |
| VV Katendrecht (2)          | Rotterdam                | september 1934                              | januari 1939                  | |
| KCD                         | Rotterdam                | september 1930                              | april 1942                    | Was tot 1930 aangesloten bij de Kantoor Voetbal Organisatie Rotterdam                                                                    |
| VV Kethel (1)               | Schiedam                 | maart 1932                                  | juli 1933                     | |
| VV Kethel (2)               | Schiedam                 | september 1934                              | augustus 1935                 | |
| KEZ                         | Rotterdam                | augustus 1928                               | oktober 1934                  | |
| KFC                         | Rotterdam                | oktober 1921                                | januari 1924                  | |
| KNC                         | Numansdorp               | juli 1940                                   | 1946                          | Club in 1946 weer opgesplitst in SSS en NSVV                                                                                             |
| De Kolibri's                | Rotterdam                | september 1922                              | augustus 1925                 | |
| De Kraaien                  | Rotterdam                | september 1921                              | december 1925                 | |
| VV Kralingen                | Rotterdam                | augustus 1930                               | juli 1933                     | |
| SC Kralingen                | Rotterdam                | 1987                                        | —                             | |
| VV Kralingsche Veer         | Kralingscheveer          | oktober 1921                                | september 1926                | Heette tot november 1921 Victoria |
| VV Krimpen (1)              | Krimpen aan de Lek       | september 1920                              | januari 1924                  | |
| VV Krimpen (2)              | Krimpen aan de Lek       | juli 1924                                   | januari 1927                  | |
| KSV                         | Rotterdam                | juni 1923                                   | juli 1933                     | |
| KVT                         | Rotterdam                | augustus 1929                               | augustus 1930                 | |
| c&fc Leonidas               | Rotterdam                | november 1894                               | oktober 1895                  | |
| RKSV Leonidas               | Rotterdam                | augustus 1910 september 1923 september 1940 | augustus 1920 november 1929 — | Heette tot september 1911 Swift, was tussen 1920 en 1922 en tussen 1929 en 1940 aangesloten bij de DHVB                                  |
| Levant                      | Rotterdam                | september 1922                              | augustus 1927                 | Heette tot 1926 HAL |
| Libanon Combinatie          | Rotterdam                | oktober 1939                                | september 1945                | |
| Liberty                     | Rotterdam                | september 1920                              | augustus 1926                 | Heette tot oktober 1920 VIOD |
| VV Linker Maasoever         | Rotterdam                | juli 1927                                   | mei 1930                      | |
| LMB                         | Rotterdam                | mei 1936                                    | augustus 1936                 | |
| LMO                         | Rotterdam                |                                             | juli 1933                     | Was eerder aangesloten bij de Rotterdamsche Volks Voetbalbond                                                                            |
| RVV LMO                     | Rotterdam                | augustus 1939                               | —                             | Was tot 1939 aangesloten bij de Kantoor Voetbal Organisatie Rotterdam                                                                    |
| LUNO                        | Rotterdam                | juni 1925                                   | Vraag                         | |
| LVH                         | Rotterdam                | augustus 1929                               | januari 1933                  | |
| Lycurgus                    | Rotterdam                | september 1921                              | februari 1926                 | |
| MAAS                        | Rotterdam                | oktober 1895 september 1906                 | november 1907                 | Heette tot 1906 RC en VC Victoria |
| MAAS (1)                    | Maassluis                | februari 1909                               | januari 1909 augustus 1917    | |
| MAAS (2)                    | Maassluis                | september 1920                              | december 1929                 | |
| Maasboys                    | Rotterdam                |                                             | juli 1933                     | Was eerder aangesloten bij de Rotterdamsche Volks Voetbalbond                                                                            |
| VV Maashaven                | Rotterdam                | augustus 1927                               | maart 1929                    | |
| Maasoordsche Boys           | Poortugaal               | oktober 1934                                | oktober 1935                  | |
| VV Maasstad                 | Rotterdam                | oktober 1923                                | augustus 1925                 | |
| De Maerels                  | Rotterdam                | september 1922                              | januari 1924                  | |
| Magpie                      | Rotterdam                | september 1926                              | augustus 1927                 | |
| Mahubeto                    | Rotterdam                | september 1930                              | Vraag                         | Was tot 1930 aangesloten bij de Kantoor Voetbal Organisatie Rotterdam                                                                    |
| Mars                        | Rotterdam                | september 1932                              | september 1933                | |
| Martinit                    | Schiedam                 | oktober 1928                                | 1992                          | Fuseerde in 1992 tot SMC |
| MDK                         | Rotterdam                | augustus 1926 september 1931                | september 1926 juli 1933      | |
| Medio                       | Rotterdam                | augustus 1930                               | november 1937                 | |
| De Meeuwen                  | Rotterdam                | augustus 1929                               | juli 1933                     | Heette tot september 1929 SMV |
| VV Melissant                | Melissant                | april 1937                                  | januari 1939                  | |
| Mercurius                   | Rotterdam                | oktober 1914                                | oktober 1917                  | |
| MESTO                       | Rotterdam                | juli 1930                                   | juli 1933                     | |
| MFB                         | Rotterdam                | augustus 1939                               | maart 1943                    | |
| MMB                         | Rotterdam                |                                             | augustus 1933                 | Was eerder aangesloten bij de Rotterdamsche Volks Voetbalbond                                                                            |
| MSB                         | Rotterdam                | juli 1928                                   | juli 1933                     | |
| MSCR                        | Rotterdam                | september 1940                              | Vraag                         | Was tot 1940 aangesloten bij de NASB, heette tot juni 1941 MSC                                                                           |
| MTSR                        | Rotterdam                | augustus 1936                               | februari 1938                 | |
| SV De Musschen              | Rotterdam                | september 1922                              | —                             | |
| Müllerco                    | Rotterdam                | september 1940                              | november 1941                 | Was tot 1940 aangesloten bij de Kantoor Voetbal Organisatie Rotterdam                                                                    |
| MVV '27                     | Maasland                 | september 1940                              | —                             | |
| NADO                        | Rotterdam                | augustus 1939                               | 1942                          | |
| NASM                        | Rotterdam                | mei 1939                                    | Vraag                         | |
| Nationaal (1)               | Kethel                   | november 1921                               | november 1922                 | |
| Nationaal (2)               | Kethel                   | augustus 1929                               | september 1929                | |
| Nationale Nederlanden       | Rotterdam                | september 1935                              | —                             | Heette tot 1963 De Nationale, tussen 1963 en 1979 NNPV                                                                                   |
| SV Nedlloyd '70 Rotterdam   | Rotterdam                | juni 1939                                   | november 1943 —               | Was tot 1939 aangesloten bij de Kantoor Voetbal Organisatie Rotterdam, heette mei 1970 Insulinde, tussen 1970 en 1977 NSU '70 Rotterdam  |
| SC Neptunus                 | Rotterdam                | 1900                                        | —                             | Heette tot 1978 rv&av Neptunus |
| Nestoro                     | Rotterdam                | juli 1930                                   | Vraag                         | |
| NHK                         | Rotterdam                | juli 1930                                   | 1933                          | |
| NHS                         | Rotterdam                | september 1921                              | 1956                          | Heette tot oktober 1921 Tubantia, fuseerde in 1956 tot SCR                                                                               |
| Nieuw MAAS                  | Maassluis                | september 1915                              | oktober 1917                  | |
| VV Nieuw-Beijerland         | Nieuw-Beijerland         | juni 1938                                   | maart 1942                    | |
| VV Nieuwe Maas              | Rotterdam                | oktober 1915                                | oktober 1917                  | |
| VV Nieuwenhoorn             | Nieuwenhoorn             | augustus 1929                               | —                             | |
| VV Nieuw-Helvoet            | Nieuw-Helvoet            | september 1932                              | oktober 1934                  | |
| Nijdiro                     | Hillegersberg            | september 1937                              | augustus 1938                 | In 1938 gefuseerd tot Woudestein NC |
| Nimfia                      | Rotterdam                | september 1922                              | januari 1924                  | |
| NKR                         | Rotterdam                | september 1928                              | juli 1933                     | |
| NOC                         | Rotterdam                | juni 1981                                   | —                             | |
| VV Nooit Gedacht            | Zuid-Beijerland          | juli 1938                                   | maart 1942                    | Heette tot augustus 1938 NGD |
| RVV Het Noorden             | Rotterdam                | november 1911 september 1917                | september 1915 juni 1981      | Fuseerde in 1981 tot NOC |
| VV Noordereiland            | Rotterdam                | maart 1931                                  | juli 1937                     | Opgegaan in De Groen Witten |
| VV Noorderkwartier          | Rotterdam                | september 1924                              | maart 1930                    | Heette in september 1924 Rotterdam Vooruit, in oktober 1924 Rotterdam Wanderes                                                           |
| RVV Noorderkwartier         | Rotterdam                | april 1934                                  | —                             | |
| NP '81                      | Rotterdam                | 1981                                        | 1987                          | Fuseerde in 1987 tot SC Kralingen |
| NRC                         | Rotterdam                | juli 1931                                   | mei 1977                      | Fuseerde in 1977 tot NRC Ommoord |
| NRS                         | Rotterdam                | september 1922                              | oktober 1923                  | |
| NSC                         | Hillegersberg            | september 1918 december 1927                | augustus 1927 januari 1930    | |
| NSDF                        | Rotterdam                | september 1922                              | februari 1923                 | |
| NSVV                        | Numansdorp               | maart 1946                                  | —                             | |
| NTVV                        | Nieuwe-Tonge             | april 1937                                  | september 1939                | Was tot 1937 aangesloten bij de Flakkeesche Voetbalbond                                                                                  |
| VV Numansdorp               | Numansdorp               | september 1931                              | juni 1940                     | In 1940 gefusseerd tot KNC |
| ODC                         | Schiedam                 | 1994                                        | —                             | |
| ODH                         | Rotterdam                | maart 1935                                  | februari 1938                 | |
| ODI                         | Rotterdam                | augustus 1917                               | 1981                          | |
| OLDI                        | Rotterdam                | september 1925                              | Vraag                         | Heette tot aug 1926 Amman |
| OLIVIO                      | Slikkerveer              | september 1922                              | september 1941                | |
| GC & FC Olympia             | Gouda                    | 1905                                        | 1905                          | Was later in het jaar betrokken bij de oprichting van de Goudsche Voetbalbond                                                            |
| Olympia                     | Rotterdam                | september 1940                              | september 1941                | Was tot 1940 aangesloten bij de DHVB |
| RC en VC Olympia            | Rotterdam                | december 1896                               | Vraag                         | |
| FC Ommoord                  | Rotterdam                | 1973                                        | 1977                          | Fuseerde in 1977 tot NRC Ommoord |
| NRC Ommoord                 | Rotterdam                | 1977                                        | 1992                          | Fuseerde in 1992 tot SV Ommoord |
| SV Ommoord                  | Rotterdam                | 1992                                        | —                             | |
| ONI (1)                     | Rotterdam                |                                             | juli 1933                     | Was eerder aangesloten bij de Rotterdamsche Volks Voetbalbond                                                                            |
| ONI (2)                     | Rotterdam                | februari 1936                               | februari 1938                 | |
| ONIT                        | Rotterdam                | september 1937                              | 1992                          | Heette tot 1949 VV Telefoon, fuseerde in 1992 tot CCO/ONIT                                                                               |
| Ons Huis                    | Rotterdam                | augustus 1931                               | Vraag                         | |
| Het Oosten                  | Rotterdam                | november 1914                               | juni 1926                     | |
| OSV Oud-Beijerland          | Oud-Beijerland           | september 1922                              | —                             | Heette tot mei 1926 Olympia |
| OV                          | Rotterdam                | augustus 1931                               | april 1937                    | |
| OV                          | Schiedam                 | april 1937                                  | Vraag                         | |
| Overmaas Rotterdam          | Rotterdam                | september 1921                              | —                             | Heette tot oktober 1921 FVV |
| VV Overschie (1)            | Overschie                | oktober 1919                                | september 1924                | |
| VV Overschie (2)            | Overschie                | november 1936                               | Vraag                         | |
| OVV                         | Oostvoorne               | oktober 1921                                | —                             | |
| OWC                         | Rotterdam                | september 1922                              | maart 1939                    | |
| Paperstock                  | Schiedam                 | september 1923                              | juli 1924                     | |
| Pavanes                     | Rotterdam                | april 1938                                  | december 1939                 | |
| ZVV Pelikaan                | Zwijndrecht              | oktober 1937                                | september 1940                | Was tot 1937 en vanaf 1940 aangesloten bij de Dordrechtsche Voetbalbond                                                                  |
| De Pechvogels               | Rotterdam                | september 1931                              | 1981                          | Fuseerde in 1981 tot NP '81 |
| PFC                         | Geervliet                | september 1921                              | september 1924                | |
| SV Piershil                 | Rotterdam                | juni 1938                                   | december 1939 —               | Na de oorlog weer opnieuw actief, heette tot 1947 PSV Fortuna                                                                            |
| VV De Pioniers              | Rotterdam                | februari 1913                               | december 1914                 | |
| POC                         | Rotterdam                | oktober 1913                                | september 1918                | |
| PSV Poortugaal              | Poortugaal               | augustus 1930                               | —                             | |
| Poseidon (1)                | Rotterdam                | september 1908                              | augustus 1915                 | |
| Poseidon (2)                | Rotterdam                | november 1921                               | september 1935                | |
| Postef                      | Rotterdam                | februari 1939                               | Vraag                         | Heette tot april 1939 Postelfoon |
| FC Pretoria R               | Rotterdam                | 1986                                        | —                             | |
| VV Pretoria (1)             | Rotterdam                | september 1922                              | augustus 1926                 | |
| VV Pretoria (2)             | Rotterdam                | augustus 1931                               | juli 1938                     | In 1938 gefuseerd tot FSV-Pretoria |
| Primus                      | Zuidland                 | juni 1938                                   | 1938                          | |
| Prins Bernhard              | Ouddorp                  | september 1936                              | juli 1940                     | |
| Pro Patria                  | Rotterdam                | februari 1914                               | december 1926                 | |
| Progress                    | Rotterdam                | december 1936                               | 1993                          | Was tot 1935 aangesloten bij de Kantoor Voetbal Organisatie Rotterdam, heette tot 1945 VV Unilever, in 1993 gefuseerd tot PAC '93        |
| VV Puttershoek              | Puttershoek              | oktober 1929                                | —                             | |
| PvR                         | Schiebroek               | september 1940                              | Vraag                         | Was tot 1940 aangesloten bij de Kantoor Voetbal Organisatie Rotterdam                                                                    |
| PVV                         | Rotterdam                | juni 1932                                   | augustus 1938                 | |
| Radio                       | Rotterdam                | september 1923                              | Vraag                         | Was tot 1923 aangesloten bij de Rotterdamsche Volks Voetbalbond                                                                          |
| De Rapiditaan               | Rotterdam                |                                             | november 1919                 | |
| RC en VC Rapiditas          | Rotterdam                | september 1900                              | november 1906                 | |
| Ravero                      | Schiebroek               | augustus 1936                               | maart 1942                    | |
| RCO                         | Rotterdam                | september 1922                              | november 1922                 | Heette tot oktober 1922 Groen Wit |
| RCR                         | Rotterdam                | juni 1931                                   | 1954                          | In 1954 gefuseerd tot RCR/DKS |
| RCR/DKS                     | Rotterdam                | 1954                                        | 1957                          | |
| RDC                         | Rotterdam                |                                             | mei 1925                      | Gefuseerd tot HION |
| RDD                         | Rotterdam                | september 1922                              | augustus 1929                 | |
| SV RDM                      | Rotterdam                | november 1915                               | —                             | |
| REB                         | Rotterdam                | augustus 1922                               | november 1922                 | |
| Red Star                    | Rotterdam                | oktober 1922                                | juni 1923                     | |
| REO                         | Rotterdam                | februari 1931                               | juli 1933                     | |
| RES (1)                     | Rotterdam                | september 1922                              | augustus 1927                 | |
| RES (2)                     | Rotterdam                | juli 1928                                   | februari 1934                 | |
| RFC                         | Rotterdam                | november 1896                               | februari 1897                 | |
| RFC Rotterdam               | Rotterdam                | 1905                                        | —                             | |
| SC Rhoon                    | Rhoon                    | juni 1938                                   | maart 1942                    | |
| RIAS                        | Rotterdam                | oktober 1923                                | februari 1926                 | |
| VV Rijnmond Hoogvliet Sport | Hoogvliet                | 1988                                        | —                             | |
| RKB                         | Rotterdam                | juli 1932                                   | juli 1933                     | |
| RKSM                        | Rotterdam                | augustus 1937                               | Vraag                         | |
| RL Boys                     | Rotterdam                | augustus 1938                               | Vraag                         | |
| RLC                         | Rotterdam                | september 1928                              | juli 1933                     | |
| RMI                         | Rotterdam                | juli 1936                                   | november 1941                 | Was eerder aangesloten bij de NASB, mogelijk in het seizoen 1939/40 aangesloten bij de Kantoor Voetbal Organisatie Rotterdam             |
| RMKB                        | Rotterdam                | september 1940                              | Vraag                         | Was tot 1940 aangesloten bij de Kantoor Voetbal Organisatie Rotterdam                                                                    |
| RND                         | Rotterdam                | oktober 1921                                | januari 1924                  | |
| Robaro                      | Rotterdam                | oktober 1932                                | september 1933                | Heette tot november 1932 Robaver |
| VV Rockanje                 | Rockanje                 | augustus 1931                               | —                             | |
| Rodeo                       | Rotterdam                | maart 1936                                  | maart 1942                    | |
| ROGA (1)                    | Rotterdam                | september 1922                              | december 1926                 | Heette tot januari 1923 RODA |
| ROGA (2)                    | Rotterdam                | augustus 1929                               | juli 1933                     | |
| ROGA (3)                    | Rotterdam                | augustus 1936                               | —                             | |
| Rokocent                    | Rotterdam                | juli 1936                                   | december 1940                 | |
| ROMI                        | Schiedam                 | mei 1937                                    | november 1937                 | |
| ROMI                        | Rotterdam                |                                             | september 1941                | |
| Rood Blauw                  | Hellevoetsluis           | oktober 1909                                | december 1914                 | Heette tot februari 1911 HVV |
| Rood Groen (1)              | Rotterdam                | augustus 1923                               | augustus 1926                 | |
| Rood Groen (2)              | Rotterdam                | juli 1928                                   | Vraag                         | |
| Rood Wit                    | Rotterdam                | januari 1917                                | november 1919                 | |
| VV Rotterdam (1)            | Rotterdam                |                                             | maart 1902                    | |
| VV Rotterdam (2)            | Rotterdam                | november 1911                               | oktober 1916                  | |
| VV Rotterdam (3)            | Rotterdam                | september 1921                              | december 1939                 | Heette tot oktober 1921 Achilles |
| Rover                       | Rotterdam                | oktober 1910                                | november 1919                 | |
| Rovover                     | Rotterdam                | september 1932                              | mei 1933                      | |
| VV Rozenburg (1)            | Rozenburg                | oktober 1921                                | oktober 1922                  | |
| VV Rozenburg (2)            | Rozenburg                | augustus 1930                               | februari 1933                 | |
| RRB                         | Overschie                | september 1940                              | 1941                          | Was tot 1940 aangesloten bij de Kantoor Voetbal Organisatie Rotterdam                                                                    |
| RS Boys                     | Rotterdam                | september 1926                              | december 1939                 | |
| RSGV                        | Rotterdam                | oktober 1914                                | maart 1918                    | |
| RSV                         | Rotterdam                | februari 1933                               | Vraag                         | |
| Runners                     | Rotterdam                | augustus 1922                               | augustus 1924                 | Heette tot februari 1923 Vitesse |
| RVA                         | Rotterdam                | september 1940                              | 1951                          | Was tot 1940 aangesloten bij de Kantoor Voetbal Organisatie Rotterdam, heette tot 1941 Ervea                                             |
| RVS                         | Rotterdam                | oktober 1929                                | juli 1933                     | |
| VV RVS                      | Rotterdam                | juli 1913                                   | januari 1926                  | |
| RVVH                        | Ridderkerk               | september 1937                              | —                             | Was tot 1937 aangesloten bij de Dordrechtsche Voetbalbond onder de naam Hercules                                                         |
| S en Z                      | Rotterdam                | september 1912                              | oktober 1917                  | |
| SAE                         | Rotterdam                | januari 1924                                | juli 1933                     | |
| VV Saturnus (1)             | Rotterdam                | 1899                                        | 1906                          | In 1906 gefuseerd tot USC |
| VV Saturnus (2)             | Rotterdam                | 1906                                        | 1972                          | |
| SCF                         | Schiedam                 | maart 1941                                  | Vraag                         | |
| VV De Schie                 | Schiedam                 | november 1922                               | december 1925                 | Heette tot februari 1923 Rood Wit |
| VV Schiebroek               | Schiebroek               | september 1934                              | 1986                          | Fuseerde in 1986 tot DESV Schiebroek |
| Schiebroeksche Boys         | Schiebroek               | september 1934                              | oktober 1935                  | |
| VV Schiedam                 | Schiedam                 | augustus 1910                               | 1990                          | Heette tot september 1910 Vitesse, in september 1910 DEV, tussen oktober 1910 en september 1920 Geel Zwart                               |
| Schiedamsche Boys           | Schiedam                 | januari 1931                                | juli 1933                     | |
| SVV Schiedamse Boys         | Schiedam                 | augustus 1933                               | —                             | |
| Schielanders                | Schiedam                 | november 1926                               | juni 1928                     | |
| SCR                         | Rotterdam                | 1956                                        | 1984                          | Fuseerde in 1984 tot SCR Zwart Wit |
| SCR Zwart Wit               | Rotterdam                | 1984                                        | 1992                          | Fuseerde in 1992 tot DJSCR |
| SCV                         | Rotterdam                | juni 1932                                   | januari 1928                  | |
| SCW                         | Rotterdam                | september 1937                              | maart 1942                    | |
| SDT                         | Rotterdam                | juli 1922                                   | juli 1933                     | |
| SDV (1)                     | Rotterdam                | september 1921                              | oktober 1923                  | |
| SDV (2)                     | Rotterdam                | juni 1931                                   | Vraag                         | |
| SDZ                         | Rotterdam                | september 1940                              | Vraag                         | Was tot 1940 aangesloten bij de CNVB |
| Securitas                   | Rotterdam                | augustus 1922                               | februari 1926                 | |
| Semper Melior               | Rotterdam                | september 1922 augustus 1929                | september 1928 november 1936  | Heette tot januari 1923 De Zwaluwen |
| SEV                         | Rotterdam                | mei 1933                                    | maart 1942                    | |
| SFC                         | Schiedam                 | oktober 1923                                | 1992                          | Heette tot februari 1926 Zwaluwen, in 1992 gefuseerd tot SMC                                                                             |
| SFC                         | Rotterdam                | november 1922                               | november 1922                 | Club trok zich binnen 3 weken weer terug                                                                                                 |
| SH                          | Rotterdam                | september 1940                              | oktober 1945                  | Was tot 1940 aangesloten bij de Rotterdamsche Christelijke Voetbalbond, in 1945 gefuseerd tot ZWSH                                       |
| SHD                         | Rotterdam                | november 1934                               | december 1937                 | |
| Vv SHO                      | Oud-Beijerland           | september 1940                              | —                             | Was tot 1940 aangesloten bij de Rotterdamsche Christelijke Voetbalbond, heette tot 1943 Steeds Hooger                                    |
| SHS                         | Rotterdam                | augustus 1930                               | maart 1933                    | Heette tot augustus 1931 APM |
| VV Singelkwartier           | Schiedam                 | augustus 1933                               | Vraag                         | |
| RKAC Sint Ignatius          | Rotterdam                | september 1940                              | Vraag                         | Was tot 1940 aangesloten bij de DHVB |
| RKSV Sint Lodewijk          | Rotterdam                | september 1940                              | 1991                          | Was tot 1940 aangesloten bij de DHVB, in 1991 gefuseerd tot Sporting Lodewijk/Pionier                                                    |
| SIOD                        | Rotterdam                |                                             | november 1905                 | |
| RVV SIOD                    | Rotterdam                | oktober 1912                                | 1994                          | In 1994 gefuseerd tot RVV Schiebroek '94                                                                                                 |
| SIS                         | Rotterdam                | augustus 1929                               | maart 1931                    | |
| SKW                         | Rotterdam                | maart 1936                                  | november 1940                 | |
| VV Slikkerveer              | Slikkerveer              | augustus 1929                               | september 1941                | In 1941 gefuseerd tot SV Slikkerveer |
| SV Slikkerveer              | Slikkerveer              | 1941                                        | —                             | |
| SMC                         | Schiedam                 | 1992                                        | —                             | |
| VV SMIT                     | Rotterdam                | augustus 1937                               | Vraag                         | |
| SMV Hillegersberg           | Rotterdam                | 1993                                        | —                             | |
| SMV                         | Rotterdam                | september 1918                              | 1993                          | Fuseerde in 1993 tot SMV Hillegersberg                                                                                                   |
| SOAG                        | Rotterdam                | april 1939                                  | Vraag                         | |
| SOC                         | Rotterdam                | mei 1938                                    | december 1940                 | |
| SOD                         | Rotterdam                | september 1913                              | oktober 1913                  | |
| SOF                         | Rotterdam                | juni 1926                                   | juli 1933                     | |
| VV Spangen (1)              | Rotterdam                | september 1920                              | augustus 1923                 | Heette tot augustus 1921 Victoria |
| VV Spangen (2)              | Rotterdam                | mei 1933                                    | september 1940                | |
| Sparta                      | Rotterdam                | 1894                                        | —                             | Sparta AV als voortzetting van de amateurtak van de club                                                                                 |
| Spartaan'20                 | Rotterdam                | september 1940                              | —                             | Was tot 1940 aangesloten bij de DHVB |
| Sparticuskring              | Rotterdam                | september 1921                              | oktober 1923                  | |
| Spatero                     | Rotterdam                | september 1940                              | oktober 1945                  | Was tot 1940 aangesloten bij de Kantoor Voetbal Organisatie Rotterdam                                                                    |
| VV Spido                    | Rotterdam                | maart 1921                                  | januari 1924                  | |
| VV Spido                    | Zwartewaal               | september 1933                              | augustus 1937                 | |
| VV Spijkenisse              | Spijkenisse              | juni 1925                                   | december 1940                 | |
| Sporting Lodewijk/Pionier   | Rotterdam                | mei 1991                                    | —                             | |
| Sportlust                   | Rotterdam                | september 1925                              | maart 1942                    | |
| SRA                         | Rotterdam                | augustus 1936                               | september 1942                | |
| SRB                         | Rotterdam                | september 1935                              | november 1936                 | |
| SSIOS                       | Schiedam                 | september 1923                              | januari 1924                  | |
| Vv SSS                      | Klaaswaal                | september 1924 1947                         | juli 1940 —                   | Was tussen 1940 en 1947 gefuseerd tot KNC Numansdorp                                                                                     |
| RV & AV Steeds Hooger       | Rotterdam                | november 1911                               | —                             | |
| Steeds Volharden            | Rotterdam                | oktober 1917                                | —                             | |
| Steeds Vooruit              | Rotterdam                | augustus 1932                               | november 1945                 | |
| VV Stellendam               | Stellendam               | juni 1937                                   | maart 1940                    | |
| Stevomax                    | Rotterdam                | november 1923                               | 1925                          | Was tot 1923 aangesloten bij de Rotterdamsche Volks Voetbalbond onder de naam Maasstad                                                   |
| Stormvogels                 | Schiedam                 | september 1940                              | 1947                          | Was tot 1940 aangesloten bij de Rotterdamsche Christelijke Voetbalbond                                                                   |
| VV Stroodorp                | Rotterdam                | augustus 1924                               | juli 1928                     | |
| Sunrise (Voetbalclub)       | Rotterdam                | augustus 1931                               | 1965                          | |
| Supervise                   | Rotterdam                | september 1935                              | januari 1939                  | Was eerder aangesloten bij de Kantoor Voetbal Organisatie Rotterdam                                                                      |
| SVC                         | Rotterdam                | september 1940                              | november 1941                 | Was tot 1940 aangesloten bij de NASB |
| SVDB                        | Rotterdam                | augustus 1926                               | maart 1942                    | |
| SVDP                        | Rotterdam                | september 1940                              | mei 1991                      | Was tot 1940 aangesloten bij de DHVB, heette tot 1942 De Pioniers, fuseerde in 1991 tot Sporting Lodewijk/Pionier                        |
| SVDPW                       | Schiedam                 | 1930                                        | —                             | |
| SVG                         | Goedereede               | augustus 1937                               | augustus 1938                 | Was eerder aangesloten bij de Flakkeesche Voetbalbond                                                                                    |
| SVK                         | Rotterdam                | augustus 1929                               | augustus 1932                 | |
| SVS                         | Rotterdam                | juli 1936                                   | augustus 1939                 | In 1939 gefuseerd tot VGLSC |
| SVV                         | Schiedam                 | oktober 1905                                | —                             | |
| SVWR                        | Rotterdam                | september 1940                              | Vraag                         | Was tot 1940 aangesloten bij de DHVB |
| SYS                         | Schiedam                 | augustus 1933                               | april 1934                    | |
| TAG                         | Rotterdam                | maart 1927                                  | Vraag                         | |
| TDC                         | Rotterdam                | 1972                                        | 1986                          | Fuseerde in 1986 tot FC Boszoom |
| TDZ                         | Rotterdam                | augustus 1936                               | augustus 1937                 | |
| VV Telegraaf                | Rotterdam                | september 1911                              | september 1914                | |
| Texas                       | Rotterdam                | oktober 1921                                | juli 1924                     | Heette tot september 1923 Watson |
| TFC (1)                     | Rotterdam                | september 1923                              | januari 1926                  | |
| TFC (2)                     | Rotterdam                | juni 1928                                   | juli 1933                     | |
| The Rising Hope             | Rotterdam                | oktober 1916                                | Vraag                         | |
| Thor                        | Rotterdam                | oktober 1916                                | december 1917                 | |
| TIG                         | Rotterdam                | april 1936                                  | november 1937                 | |
| TOGB                        | Berkel                   | september 1940                              | —                             | Was tot 1940 aangesloten bij de DHVB onder de naam TOG                                                                                   |
| TOGR                        | Charlois                 | september 1940                              | —                             | Was tot 1940 aangesloten bij de Rotterdamsche Christelijke Voetbalbond onder de naam TOG                                                 |
| TOP                         | Rotterdam                | juli 1926                                   | augustus 1927                 | |
| Top Speed                   | Rotterdam                | augustus 1931                               | maart 1935                    | |
| Transaera                   | Rotterdam                | september 1938                              | maart 1942                    | Heette tot oktober 1938 KLM SV |
| RVV Transvalia              | Rotterdam                | september 1908                              | —                             | |
| VV De Transvaliaan          | Rotterdam                | september 1913                              | september 1930                | |
| VV Tuindorp                 | Rotterdam                | september 1921                              | januari 1924                  | Heette tot augustus 1922 TFC |
| UDI                         | Rotterdam                | september 1910                              | juli 1933                     | |
| ULS                         | Rotterdam                | september 1935                              | Vraag                         | |
| RVV Unicum                  | Rotterdam                | april 1934                                  | augustus 1938                 | |
| CS Unicum                   | Rotterdam                | september 1940                              | 1994                          | Was tot 1940 aangesloten bij de Rotterdamsche Christelijke Voetbalbond (in 1934 onderdeel van de Christelijke Nederlandche Voetbal Bond) |
| GVV Unitas                  | Gorinchem                | oktober 1905                                | 1911                          | Was vanaf 1911 aangesloten bij de Dordrechtsche Voetbalbond                                                                              |
| UNTI                        | Rotterdam                | augustus 1929                               | juli 1933                     | Heette tot februari 1930 DEVC |
| Ursus                       | Rotterdam                | oktober 1921                                | september 1922                | Heette tot november 1921 VVR |
| Ursus                       | Schiedam                 | september 1923                              | —                             | Heette tot november 1923 DVS |
| USC                         | Rotterdam                | 1906                                        | 1985                          | |
| VV Valken                   | Rotterdam                | september 1934                              | februari 1938                 | |
| Van den Bergh               | Rotterdam                | september 1912                              | januari 1914                  | |
| VAR                         | Rotterdam                | april 1936                                  | januari 1939                  | |
| VAV                         | Rotterdam                | augustus 1932                               | september 1933                | |
| VBON                        | Rotterdam                | juni 1937                                   | februari 1938                 | |
| VBP                         | Rotterdam                | augustus 1917                               | september 1928                | |
| VDBE (1)                    | Rotterdam                | oktober 1910                                | oktober 1912                  | |
| VDBE (2)                    | Rotterdam                | november 1915                               | september 1918                | |
| VDL-Maassluis               | Maassluis                | september 1918                              | —                             | |
| VDW                         | Rotterdam                | juli 1933                                   | september 1934                | |
| VEFC                        | Rotterdam                | september 1921                              | september 1935                | Heette tot oktober 1921 Vittoria, tussen november 1921 en november 1922 Vecco                                                            |
| Vegla                       | Schiedam                 | mei 1936                                    | juli 1940                     | |
| Vereeniging                 | Rotterdam                | november 1911                               | december 1911                 | |
| Veterana                    | Rotterdam                | februari 1933                               | februari 1938                 | Was later aangesloten bij de Kantoor Voetbal Organisatie Rotterdam                                                                       |
| VFC (1)                     | Vlaardingen              | 1904                                        | september 1913                | Heette tot oktober 1905 Olympia |
| VFC (2)                     | Vlaardingen              | november 1913                               | —                             | Heette tot december 1914 Olympia |
| VGL                         | Rotterdam                | juli 1936                                   | juni 1939                     | In 1939 gefuseerd tot VGLSC |
| VGLSC                       | Rotterdam                | juni 1939                                   | september 1950                | |
| Vidar                       | Rotterdam                | juni 1932                                   | februari 1938                 | |
| VV Vierpolders              | Vierpolders              | juli 1933                                   | —                             | |
| VIJW                        | Poortugaal               | december 1913                               | december 1925                 | |
| VIOD                        | Rotterdam                | september 1931                              | februari 1940                 | |
| VION (1)                    | Rotterdam                | november 1896                               | Vraag                         | |
| VION (2)                    | Rotterdam                | augustus 1930                               | maart 1938                    | |
| VIOSR                       | Rotterdam                | oktober 1941                                | Vraag                         | |
| VIR (1)                     | Rotterdam                | juni 1931                                   | juni 1933                     | |
| VIR (2)                     | Rotterdam                | september 1935                              | Vraag                         | |
| Vitesse Delft               | Delft                    | september 1940                              | —                             | Was tot 1940 aangesloten bij de Rotterdamsche Christelijke Voetbalbond, heette tot 1945 Vitesse                                          |
| VKV                         | Rotterdam                | mei 1939                                    | december 1939                 | |
| VV Vlaardingen (1)          | Vlaardingen              | september 1919                              | september 1928                | |
| VV Vlaardingen (2)          | Vlaardingen              | september 1919                              | 1990                          | In 1990 gefuseerd tot SV Deltasport Vlaardingen                                                                                          |
| VNC                         | Rotterdam                | oktober 1921                                | december 1924                 | |
| VND                         | Rotterdam                | augustus 1922                               | —                             | |
| VNH (1)                     | Rotterdam                | december 1925                               | juni 1926                     | |
| VNH (2)                     | Rotterdam                |                                             | september 1928                | Heette tot mei 1926 DVV, tussen mei en juni 1926 SES                                                                                     |
| VOC                         | Rotterdam                | januari 1904                                | —                             | |
| Vooruitgang                 | Rotterdam                | september 1921                              | juli 1942                     | |
| Voorwaarts RSC              | Rotterdam                | 1940                                        | —                             | Heette tot 1991 Voorwaarts |
| VOT                         | Rotterdam                | juni 1938                                   | april 1940                    | |
| VOV                         | Rotterdam                |                                             | juli 1933                     | Was eerder aangesloten bij de Rotterdamsche Volks Voetbalbond                                                                            |
| VV Vreewijk (1)             | Rotterdam                | september 1921                              | september 1922                | |
| VV Vreewijk (2)             | Rotterdam                | augustus 1932                               | juli 1933                     | |
| VSC                         | Vlaardingen              | september 1940                              | januari 1942                  | Was tot 1940 aangesloten bij de CNVB |
| VUE                         | Rotterdam                | december 1914                               | oktober 1917                  | |
| Vulcaan (1)                 | Rotterdam                | december 1914                               | september 1918                | |
| Vulcaan (2)                 | Rotterdam                | juli 1936                                   | maart 1942                    | |
| VVOR                        | Rotterdam                | september 1940                              | —                             | Was tot 1940 aangesloten bij de CNVB, heette tot juni 1942 VVO, tussen juni 1942 en 1946 Onesimus                                        |
| VYRA                        | Rotterdam                | september 1931                              | april 1934                    | |
| VZOD                        | Rotterdam                | augustus 1931                               | maart 1935                    | |
| VV Waalhaven                | Rotterdam                | augustus 1930                               | maart 1935                    | Heette tot januari 1931 RAF |
| WAHSV                       | Schiedam                 | juli 1938                                   | mei 1943                      | |
| WB                          | Rotterdam                | september 1937                              | Vraag                         | Heette tot oktober 1937 De Olifant |
| WBV                         | Rotterdam                | september 1923                              | april 1925                    | |
| Wesco                       | Rotterdam                | september 1920                              | september 1927                | |
| Het Westen (1)              | Rotterdam                | september 1913                              | november 1919                 | Opgegaan in Neptunes |
| Het Westen (2)              | Rotterdam                | november 1920                               | november 1926                 | |
| WF                          | Schiedam                 | juli 1936                                   | juni 1938                     | Heette tot augustus 1936 WFC |
| WIA                         | Rotterdam                | september 1940                              | Vraag                         | |
| WIBIC                       | Rotterdam                | augustus 1930                               | februari 1938                 | |
| VV Willem Tell              | Rotterdam                | september 1923                              | juli 1933                     | |
| Wodan                       | Rotterdam                | september 1931                              | februari 1938                 | |
| WTR                         | Rotterdam                | augustus 1930                               | oktober 1935                  | |
| WUTA (1)                    | Rotterdam                | oktober 1922                                | december 1925                 | Heette tot oktober 1923 DOS |
| WUTA (2)                    | Rotterdam                | augustus 1930                               | januari 1933                  | |
| VV Woudestein               | Rotterdam                | september 1935                              | december 1939                 | Was eerder aangesloten bij de Kantoor Voetbal Organisatie Rotterdam                                                                      |
| WRW                         | Brielle                  | september 1920                              | —                             | |
| RFC Xerxes                  | Rotterdam                | 1905                                        | —                             | |
| Zaoth                       | Rotterdam                | juli 1930                                   | februari 1938                 | |
| VV Zuid-Beijerland          | Zwartsluisje             | juni 1938                                   | augustus 1939                 | |
| Het Zuiden (1)              | Rotterdam                | oktober 1912                                | oktober 1916                  | |
| Het Zuiden (2)              | Rotterdam                | september 1926                              | januari 1928                  | |
| Het Zuiden (3)              | Rotterdam                | oktober 1931                                | november 1934                 | |
| Zuider Boys                 | Rotterdam                | april 1933                                  | februari 1938                 | |
| VV Zuidland                 | Rotterdam                | september 1933                              | maart 1942                    | |
| VV Zuidzijde                | Zuidzijde                | oktober 1933                                | oktober 1935                  | |
| ZW                          | Rotterdam                | september 1940 1960                         | 1945 —                        | Was tot 1940 aangesloten bij de CNVB, was tussen 1945 en 1960 gefuseerd tot ZWSH                                                         |
| VV Zwaluwen                 | Vlaardingen              | september 1940                              | —                             | |
| RCVV Zwart Wit '28          | Rotterdam                | september 1940                              | —                             | Was tot 1940 aangesloten bij de Rotterdamsche Christelijke Voetbalbond, heette tot juni 1942 Zwart Wit                                   |
| IJVV De Zwervers            | IJsselmonde              | september 1940                              | —                             | Was tot 1940 aangesloten bij de Kantoor Voetbal Organisatie Rotterdam                                                                    |